# Kackurpottarna
Kackurpottarna är en sjö i Finland. Den ligger i kommunen Malax i landskapet Österbotten, i den sydvästra delen av landet, 300 km nordväst om huvudstaden Helsingfors. Kackurpottarna ligger 28 meter över havet. Arean är 2,6 hektar och strandlinjen är 1,3 kilometer lång. Sjön  ingår i Bottenhavets kustområde.   Den ligger vid sjön Nojärvsträsket. I omgivningarna runt Kackurpottarna växer i huvudsak blandskog.